# Roma in Bulgarien

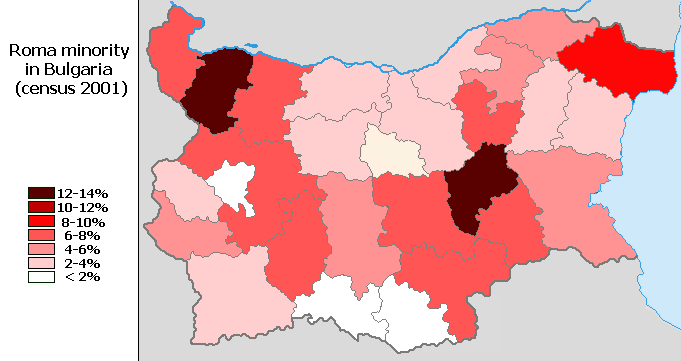
Roma in Bulgarien nach Oblast

Roma stellen in Bulgarien die zweitgrößte ethnische Minderheit dar und machen unterschiedlichen Angaben zufolge 4 bis 9 % der Bevölkerung aus.

## Geschichte

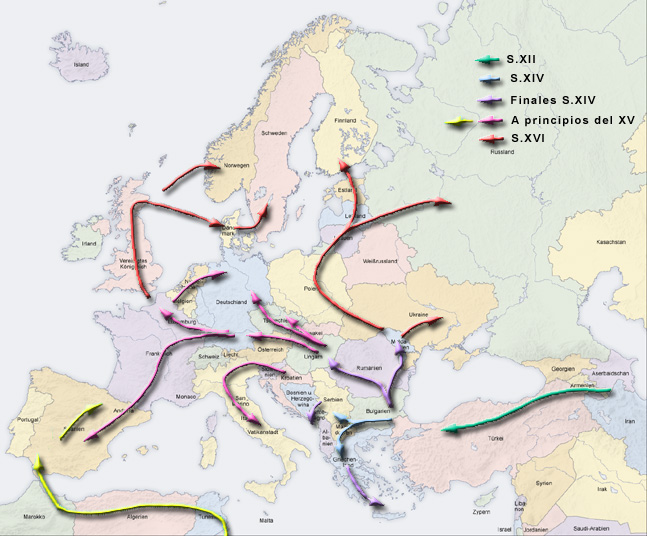
Wahrscheinliche Ausbreitung der Roma in Europa

Die Roma stammen aus dem nördlichen Indien, ihre Sprache Romani ist mit Hindi, Panjabi und Marwari verwandt. Sie sind im Mittelalter aus unbekannten Gründen über Persien und Anatolien nach Europa und Nordafrika gewandert. Wahrscheinlich haben sie sich zu Beginn des 13. Jahrhunderts im heutigen Bulgarien niedergelassen. Durch die Diskriminierung durch die slawische Mehrheit waren sie darauf angewiesen, von Dorf zu Dorf zu ziehen. Von Bulgarien ausgehend breiteten sie sich über ganz Südosteuropa aus.
Unter der Osmanenherrschaft kamen weitere Roma aus Anatolien als Arbeitskräfte. Muslimische Roma wurden im Osmanischen Reich bevorzugt, sodass einige Roma zum Islam konvertierten. Traditionell treten die Roma jedoch meist der Religionsgemeinschaft bei, der die Mehrheit in einem bestimmten Gebiet angehört. Da dies in Bulgarien auf das orthodoxe Christentum zutrifft, sind die meisten Roma in Bulgarien heute christlichen Glaubens. Im 16. Jahrhundert gab es antiziganistische Gesetze. Zum einen mussten Roma mehr Steuern als andere Volksgruppen bezahlen, außerdem gab es Heiratsbeschränkungen. Roma wurden als ehl-i fesad (Menschen der Bosheit) bezeichnet und Verbrechen wie Prostitution, Mord, Diebstahl, Landstreicherei und Fälschung beschuldigt.
Im Zeitalter der Nationalstaaten im 19. Jahrhundert ging der Vielvölkerstaat, das Osmanische Reich, langsam unter. In der Zeit entwickelte sich ein starker bulgarischer Nationalismus. Roma wurden stärker diskriminiert.
Trotz des Antiziganismus in der Bevölkerung wurden in der ersten Hälfte des 20. Jahrhunderts keine Maßnahmen gegen Roma unternommen, selbst während des Zweiten Weltkriegs, in dem Bulgarien mit Nazideutschland verbündet war. Deutschland und einige Verbündete haben im Zweiten Weltkrieg hunderttausende Roma ermordet (Porajmos).
In der kommunistischen Volksrepublik Bulgarien wurde die traditionelle Roma-Lebensweise nicht anerkannt, sodass sie marginalisiert blieben. Viele Roma haben sich in dieser Zeit an die Lebensweise der Mehrheitsbevölkerung angepasst und sind in Bulgarien sesshaft, wenngleich viele von ihnen in großer Armut leben.

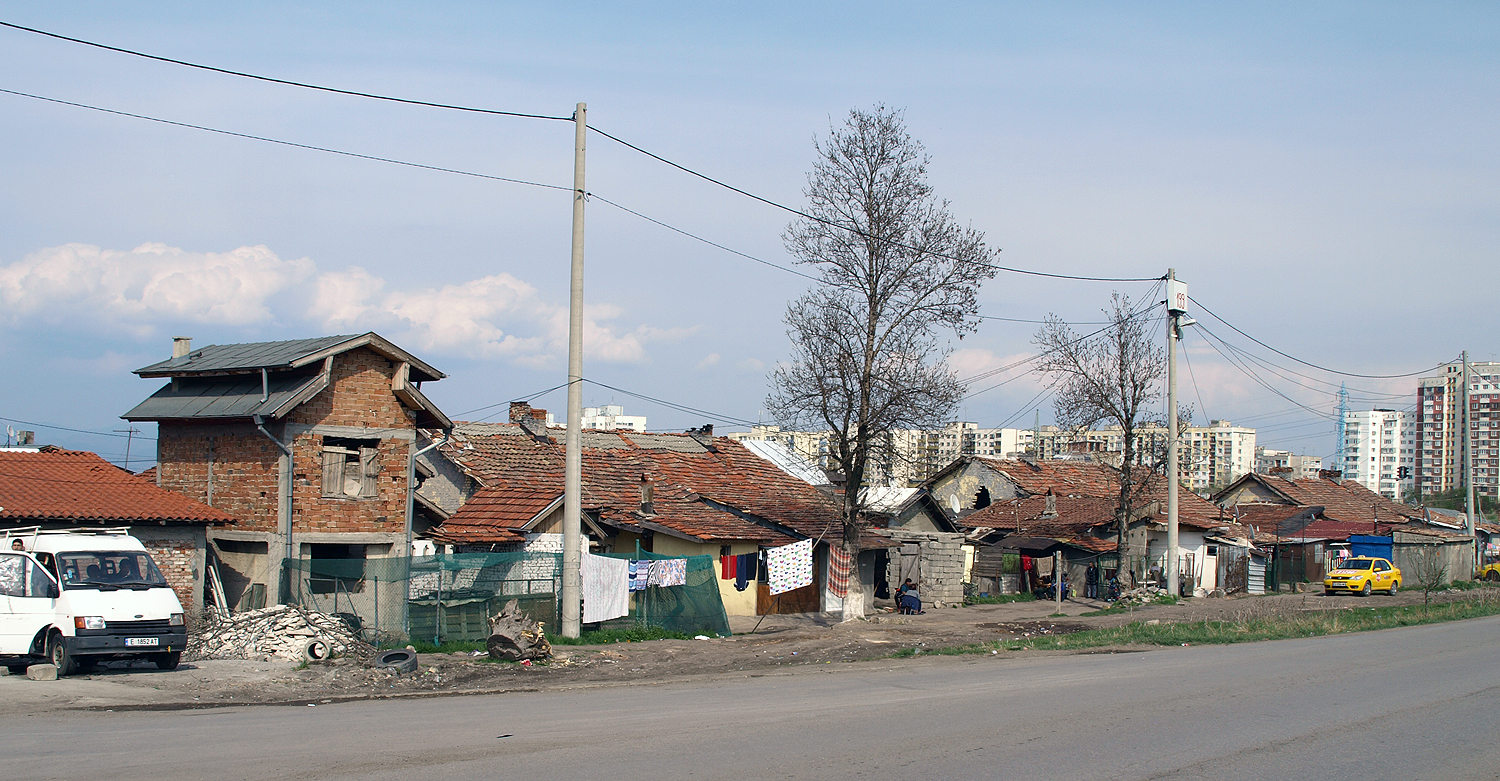
Informelle Roma-Siedlung am Stadtrand von Sofia (Filipovtsi)

Nach der Wende wurden die Roma ebenfalls nicht berücksichtigt und ihre schlechte Lage verschärfte sich. Sie machen heute die ärmste Bevölkerungsgruppe aus. Sie haben häufig eine niedrige Bildung und ihr Anteil an Arbeitslosen ist deutlich höher als unter den ethnischen Bulgaren und Türken in Bulgarien. Seither kommt es immer wieder zu romafeindlichen Protesten und Hetzreden, teils durch hochrangige Regierungspolitiker.
Im Zuge der COVID-19-Pandemie drohte sich die Lage der Roma noch weiter zu verschlechtern. Grund dafür seien die schlechte Gesundheitsversorgung, die Wirtschaftskrise und Lockdown-Maßnahmen, welche die Roma besonders hart träfen, sowie die Spaltung der Gesellschaft, die zu noch mehr Antiziganismus führe.

## Demografie

Ethnische Mehrheit nach Kommune (Orange=Roma)

Gemäß der Volkszählung lebten 2011 in Bulgarien 325.343 Roma und machten mit 4,4 % der Gesamtbevölkerung den höchsten Anteil in der Europäischen Union aus. Schätzungen reichen bis zur doppelten Anzahl. Die EU-Kommission schätzt, dass von den rund 7 Millionen Einwohner Bulgariens 750.000 Roma sind. Der Roma-Anteil ist je nach Oblast (Distrikt) sehr unterschiedlich: Während sie im Oblast Montana etwa 13 % der Gesamtbevölkerung ausmachen, leben in Smoljan nur 0,5 % Roma.
Die größte Roma-Siedlung in Bulgarien ist Stolipinowo. Dort leben 45.000 Roma in meist slumartigen Behausungen.
| Oblast           | Roma (Absolut, Zensus 2011) | in %  |
| ---------------- | --------------------------- | ----- |
| Blagoewgrad      | 9.739                       | 3,43  |
| Burgas           | 18.424                      | 4,97  |
| Chaskovo         | 15.889                      | 6,99  |
| Dobritsch        | 15.323                      | 8,81  |
| Gabrovo          | 1.305                       | 1,13  |
| Kardschali       | 1.296                       | 0,99  |
| Kjustendil       | 8.305                       | 6,36  |
| Lovetsch         | 5.705                       | 4,38  |
| Montana          | 18.228                      | 12,71 |
| Pasardschik      | 20.350                      | 8,27  |
| Pernik           | 3.560                       | 2,84  |
| Pleven           | 9.961                       | 4,15  |
| Plowdiw          | 30.202                      | 4,87  |
| Rasgrad          | 5.719                       | 5,00  |
| Ruse             | 8.615                       | 3,98  |
| Schumen          | 13.847                      | 8,24  |
| Silistra         | 5.697                       | 5,11  |
| Sliwen           | 20.478                      | 11,82 |
| Smoljan          | 448                         | 0,47  |
| Sofia (Stadt)    | 18.284                      | 1,55  |
| Sofia (Distrikt) | 17.079                      | 7,40  |
| Stara Sagora     | 24.018                      | 7,80  |
| Targovishte      | 7.767                       | 7,27  |
| Warna            | 13.432                      | 3,16  |
| Veliko Tarnovo   | 3.875                       | 1,66  |
| Widin            | 7.282                       | 7,66  |
| Wraza            | 10.082                      | 6,18  |
| Jambol           | 10.433                      | 8,48  |
| Total            | 325.343                     | 4,87  |

### Bevölkerungsstruktur
Das Durchschnittsalter ist niedriger als bei der restlichen Bevölkerung. Der Anteil von Kleinkindern (0–9 Jahren) beträgt bei bulgarischen Roma 12 %, bei ethnischen Bulgaren nur 4,4 %. Grund für diese Entwicklung ist die hohe Fertilitätsrate. Die Zahl der Roma wächst, während die Zahl der ethnischen Bulgaren sinkt.

## Kultur
Die Roma in Bulgarien bilden keine einheitliche homogene Gruppe. Verschiedene Gruppen von Roma in Bulgarien unterscheiden sich teilweise deutlich in Hinblick auf ihre Traditionen, Lebensweisen, Feste sowie ihre Religion.

### Sprache
Die meisten Roma sprechen heute Romani, eine indoarische Sprache, die mit Hindi, Panjabi und Marwari verwandt ist. Es werden in Bulgarien verschiedene Dialekte gesprochen, wie z. B. Erli (Arli, Yerli), Cocomanya und Džambazi. Diese Dialekte wurden stark durch die bulgarische Sprache geprägt und sind nicht für alle Sprecher anderer Roma-Dialekte verständlich. Mit den Erli-Dialekten ist der Futadžides-Dialekt von Chaskowo verwandt.
Einige Roma beherrschen kein Romani und geben dementsprechend an, Bulgarisch oder Türkisch als Muttersprache zu sprechen.

### Religion
Christliche Roma nennen sich Dasikane-Roma, muslimische Roma nennen sich Xoraxane-Roma. Offiziellen Angaben zufolge sind heute etwa 50 % der Roma konfessionslos. 26 % gehören der bulgarisch-orthodoxen Kirche an, 13 % sind muslimisch und 7 % protestantisch. Roma sind in Bulgarien besonders in den Regionen angesiedelt, die mehrheitlich von christlichen Bulgaren bewohnt werden (so beispielsweise in Montana, Sliwen und Jambol). Auffällig gering ist der Anteil der Roma in mehrheitlich muslimisch geprägten Gegenden Bulgariens wie der Oblast Kardschali (über 70 % Muslime); hier machen Roma nur 0,99 % der Bevölkerung aus. Religion spielt bei den meisten Roma jedoch keine größere Rolle, viele haben sich nur den osmanischen und bulgarischen Herrschern angepasst. Der Protestantismus verbreitete sich meist durch westeuropäische Missionare.

### Familie und Lebensweise

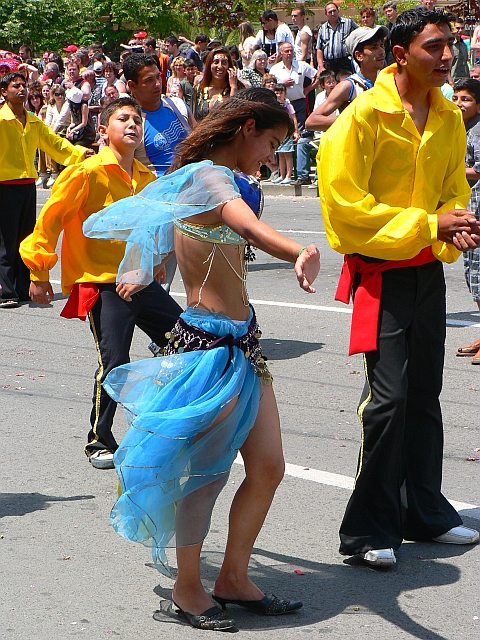
Roma auf einer Feier, 2006

Spätestens seit der Zeit des Sozialismus wurden die nomadischen Dasikane-Roma sesshaft, daneben gab es schon seit der Osmanischen Zeit sesshafte Horahane-Roma. Ein großer Teil lebt in slumartigen Siedlungen in Vororten von Großstädten, ähnlich wie in anderen Balkanstaaten. Die Roma leben traditionell in Großfamilien. Die stark patriarchische Familienstruktur und Reste des Kastensystems sind Überbleibsel der indischen Abstammung. Roma mit höherer Bildung lehnen aber diese Lebensweise ab und leben in kleinen Haushalten nach westlicher Lebensweise. Ein großer Unterschied besteht zwischen (christlichen) Dasikane- und (muslimischen) Horahane-Romagruppen in Bulgarien. Einige Roma verleugnen ihre Roma-Herkunft jedoch und geben sich, beispielsweise bei Volkszählungen, als Bulgaren oder Türken aus. Grund dafür ist häufig, dass sie einer möglichen Diskriminierung auf Grund ihrer ethnischen Herkunft entgegenwirken möchten.

## Marginalisierung und Antiziganismus

### Armut

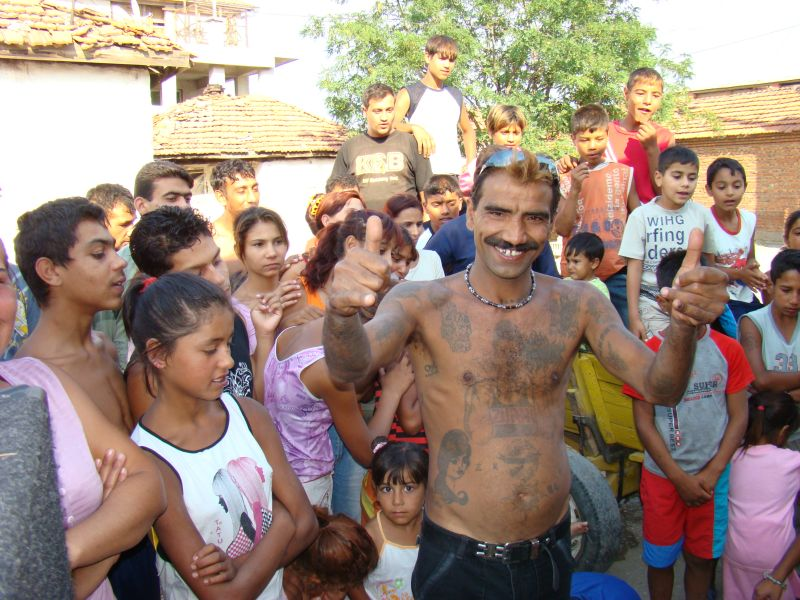
Roma aus dem Viertel Nadeschda in Sliwen, 2007

Die Roma sind europaweit die Volksgruppe mit dem niedrigsten Durchschnittseinkommen. Die Armutsquote ist bei Roma überrepräsentiert, die Arbeitslosigkeit ist deutlich höher als bei ethnischen Bulgaren oder Türken im Land. Auch wenn mancherorts Städte und Gemeinden Versuche unternehmen, die Romasiedlungen zu urbanisieren und mit der notwendigen Infrastruktur wie Kanalisation auszustatten, leben die meisten von ihnen in slumartigen Vororten der Großstädten. Die Bildung ist ebenfalls häufig niedriger als bei der Restbevölkerung, es gibt nicht wenige Analphabeten unter den Roma.
Durch die geringe Bildung, Perspektive und Beschäftigung sind viele Roma im informellen Sektor tätig (Prostitution, Schwarzarbeit, Betteln). Da sie deswegen nicht sozialversichert und im Alter nicht abgesichert sind, sehen sich viele dazu gezwungen, viele Kinder zu bekommen. Ähnliche Prozesse existieren auch in Ländern der Dritten Welt.
Durch die COVID-19-Pandemie drohte sich die Lage der Roma noch weiter zu verschlechtern. Grund seien die schlechte Gesundheitsversorgung, die Wirtschaftskrise und Lockdown-Maßnahmen, die Roma besonders hart träfen, und die Spaltung der Gesellschaft, die zu noch mehr Antiziganismus führe.

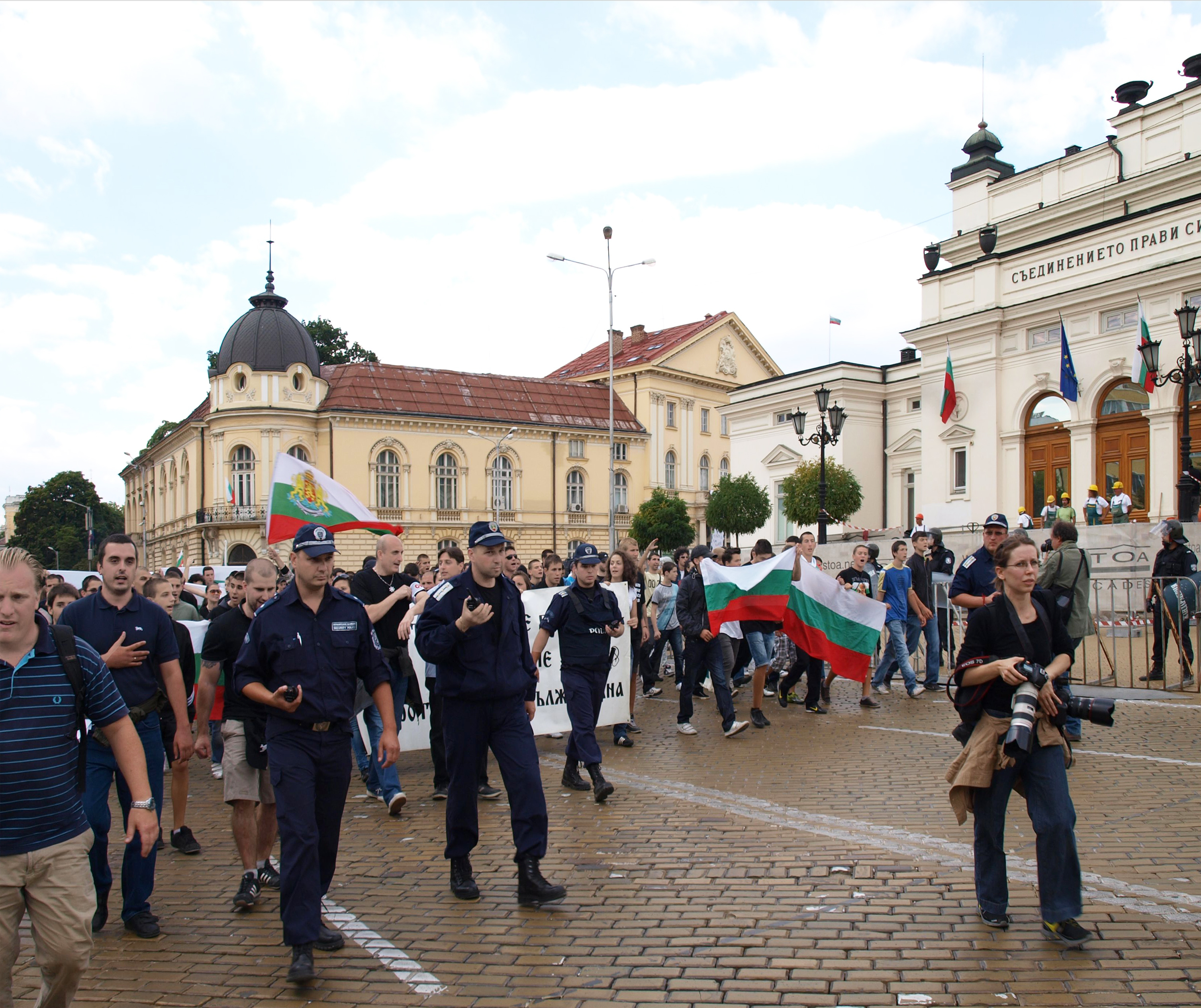
Antiziganistische Demonstration in der Hauptstadt Sofia, 2011

### Antiziganismus
Antiziganismus war in Bulgarien immer weit verbreitet, egal ob im Osmanischen Reich, im Königreich Bulgarien, in der bulgarischen Volksrepublik oder der heutigen Republik Bulgarien. Es gibt immer wieder Anti-Roma-Demonstrationen und antiziganistische Ausschreitungen von Rechtsextremisten. Ein Beispiel war der Boykott der bulgarischen ESC-Teilnehmerin Sofi Marinowa von bulgarischen Nationalisten, weil sie eine Romni ist. Doch nicht nur unter Rechtsextremisten und Nationalisten, sondern auch in der Mitte der Bevölkerung gibt es antiziganistische Vorurteile. Diese werden auch durch teilweise hochrangige Regierungspolitiker angetrieben, die antiziganistische Positionen offen vertreten und gegen die Roma-Minderheit hetzen.
Es gibt aber auch Bulgaren, die sich aktiv gegen den Antiziganismus in Bulgarien einsetzen, vergleichbar mit den Anti-Rassismus-Bewegungen in Westeuropa.